# Partido Ruso de la Libertad y la Justicia
El Partido Ruso de la Libertad y la Justicia (en ruso: Российская партия свободы и справедливости) es un partido político en Rusia establecido y registrado en 2012, bajo el nombre de Partido Comunista de la Justicia Social.

## Historia
El partido fue fundado con la participación del antiguo líder del Partido Democrático de Rusia, Andrey Bogdanov.
En las elecciones de 2013 en Volgogrado, el partido recibió un 5.04% (9055 votos) recibiendo un escaño en el Parlamento de la ciudad.
En 2014, Bognadov se convirtió en líder del partido, sucediendo a Yuri Morozov en este cargo. Andrei Brezhnev, nieto del Secretario General del Partido Comunista de la Unión Soviética, Leonid Brézhnev, fue elegido Primer Secretario del Comité Central del partido. En la elección de este año, Brezhnev fue su candidato al Parlamento de Crimea y Sebastopol, pero el partido no ganó ningún escaño.
En abril de 2021, el partido cambió de nombre. Konstantin Rykov fue electo como el presidente del partido y Maksim Shevchenko como el líder.

## Críticas
El Partido Comunista de la Federación Rusa (KPRF) ha acusado al partido de ser una creación del Kremlin y Rusia Unida para desviar los votos de la KPRF.